# Regierung Van den Brande III
Die Regierung Van den Brande III war die siebte flämische Regierung. Sie amtierte vom 20. Oktober 1992 bis zum 13. Juni 1995. Die Christliche Volkspartei (CVP) stellte den Ministerpräsidenten und leitete vier Ministerien, die Sozialistische Partei (SP) stellte den stellvertretenden Ministerpräsidenten und leitete drei Ministerien, die Volksunion (VU) erhielt ein Ressort.
Die Wahlen am 24. November 1991 führten zu Verlusten der CVP und starken Gewinnen des rechtsextremen Vlaams Blok (VB). Die geltende Regelung sah vor, dass die flämische Regierung proportional zur Stärke der Parteien im flämischen Rat zu besetzen sei. Die Partei für Freiheit und Fortschritt (PVV), die Volksunion (VU) und der Vlaams Blok lehnten eine Regierungsbeteiligung ab. Die Regierung Geens IV trat am 7. Januar 1992 zurück, am 21. Januar wurde die neue CVP-SP-Regierung unter Leitung von Luc Van den Brande vom flämischen Rat gewählt. Nachdem die Volksunion einwilligte, der Regierung beizutreten, wurde am 30. Januar Johan Sauwens (VU) als Minister vereidigt, damit begann die Regierung Van den Brande II. Am 20. Oktober lief die Regelung der Regierungszusammensetzung proportional zu den Parlamentsstimmen ab. Die Regierung trat zurück, um eine neue Regierung nach dem Mehrheitsprinzip zu ermöglichen. Die neue Regierung war personell unverändert. Nach der ersten direkten Wahl zum flämischen Parlament am 21. Mai 1995 wurde eine Koalitionsregierung von CVP und SP gebildet.

## Zusammensetzung
| Amt | Name                      | Partei | Beginn der Amtszeit | Ende der Amtszeit |
| --- | ------------------------- | ------ | ------------------- | ----------------- |
| Ministerpräsident und Minister für Wirtschaft, kleine und mittlere Unternehmen, Wissenschaft, Energie und Außenbeziehungen | Luc Van den Brande        | CVP    | 20. Oktober 1992    | 13. Juni 1995     |
| stellvertretender Ministerpräsident und Minister für Umwelt und Wohnungen                                                  | Norbert De Batselier      | SP     | 20. Oktober 1992    | 13. Juni 1995     |
| Minister für öffentliche Arbeiten, Raumordnung und innere Angelegenheiten                                                  | Theo Kelchtermans         | CVP    | 20. Oktober 1992    | 13. Juni 1995     |
| Minister für Kultur und Brüsseler Angelegenheiten                                                                          | Hugo Weckx                | CVP    | 20. Oktober 1992    | 13. Juni 1995     |
| Minister für Bildung und den Öffentlichen Dienst                                                                           | Luc Van den Bossche       | SP     | 20. Oktober 1992    | 13. Juni 1995     |
| Minister für Kommunikation, Außenhandel und institutionelle Reformen                                                       | Johan Sauwens             | VU     | 20. Oktober 1992    | 13. Juni 1995     |
| Minister/in für Arbeit und Soziales                                                                                        | Leona Detiège             | SP     | 20. Oktober 1992    | 1. Januar 1995    |
| Minister/in für Arbeit und Soziales                                                                                        | Leo Peeters               | SP     | 12. Januar 1995     | 13. Juni 1995     |
| Ministerin für Finanzen und Haushalt, Gesundheit, Sozialfürsorge und Familien                                              | Wivina Demeester-De Meyer | CVP    | 20. Oktober 1992    | 13. Juni 1995     |

## Umbesetzungen
Leona Detiège wurde am 1. Januar 1995 Bürgermeisterin von Antwerpen. Ihr folgte am 12. Januar Leo Peeters als Minister für Arbeit und Soziales.